# Ånnsjön
L'Ånnsjön è un lago nel comune di Åre, nella contea di Jämtland in Svezia. È situato 154 km a nord-ovest della città di Östersund.
Il lago e le zone umide circostanti sono ricchi di pesci, uccelli acquatici e altri animali selvatici. Nella regione sono presenti resti di insediamenti umani risalenti sin dall'età della pietra, compresi i petroglifi che sono tra i più antichi della Svezia.
Alla fine del XIX° secolo ci furono tentativi di prosciugare le zone umide per utilizzarle nell'agricoltura e nella silvicoltura, ma ora si sta invertendo la tendenza: il lago e i dintorni infatti sono un'area protetta che fa parte della rete Natura 2000 e attirano molti appassionati di birdwatching.

## Geografia
L'Ånnsjön è facilmente raggiungibile percorrendo la strada europea E14 che attraversa la zona montuosa dello Jämtland, ed è quindi uno dei laghi di montagna più conosciuti della Svezia. Ha una superficie di circa 59 km² ed è a 525 metri sul livello del mare. Questo lago è generalmente poco profondo, circa 1 metro, con una profondità massima a 40 metri nella parte meridionale. Ha una forma approssimativamente circolare, con un diametro di circa 10 chilometri.
Le rive comprendono lunghe spiagge sabbiose, spiagge di ciottoli, zone di vegetazione lussureggiante e zone in cui il lago si fonde con delle torbiere. L'Ånnsjön è circondato da circa 8.000 ettari di aree paludose.
Il lago è alimentato, tra gli altri, dai fiumi di montagna Enan e Handölan che convergono poco prima di entrare nella parte occidentale del lago, dove si è formato il delta dell'Handöl. L'unico emissario del lago è il fiume Landverksströmmen, che esce dalla sua estremità settentrionale.

## Storia
I più antichi reperti archeologici trovati nei pressi del lago risalgono alla prima età della pietra, con insediamenti che hanno tra i 6.000 e i 7.000 anni. A quel tempo, subito dopo la deglaciazione, il clima era più caldo di oggi e il terreno era più boscoso. Il lago poco profondo di Ånnsjön e il complesso paludoso circostante fornivano buone risorse di pesci, uccelli acquatici e altri animali selvatici per le antiche popolazioni. Circa 60 insediamenti di pescatori sono stati localizzati sulle rive del lago e sulle isole di Granön, Årsön e Bunnernäset. A Landsverk e Håltbergsudden sono stati rinvenuti dei petroglifi. Le incisioni a Landsverk sono costituite da due alci lunghe 1,5 metri e due alci più piccole.
Sono state rinvenute trappole per pesci e tumuli funerari della tarda età del ferro, oltre che a documenti che dividono il lago in concessioni di pesca che risalgono alla fine del XVII° secolo.
Intorno al villaggio di Handöl e nella parte occidentale del lago vengono prodotti manufatti in pietra ollare almeno dal 1600, e questa è ancora un'industria importante. A ovest di Handöl si trovano delle fosse a cielo aperto sul fianco della montagna che testimoniano l'attività mineraria. Il minerale di rame fu estratto per qualche tempo a metà del 1700. Accanto a Handöl si trova un monumento in pietra eretto nel 1911 in memoria di oltre 600 soldati carolini che furono sepolti nel sito il 20 gennaio 1719 a seguito della cosiddetta catastrofe del monte Øy.

## Ambiente
Le isole lacustri e la campagna circostante al lago contengono boschi di latifoglie decidue, boschi misti, boschi di conifere, tundra e prateria. Ci sono paludi, paludi di transizione e sorgenti, fiumi e ruscelli e acque dolci stagnanti. Nella seconda metà del XIX° secolo gli abitanti della zona scavarono canali di scolo nelle paludi nella speranza di trasformarle in terreni agricoli o forestali. La torba drenata conteneva troppa materia organica e fu abbandonata dopo alcuni anni, ma non si riprese. Nel 2013 la contea stava iniziando a lavorare per invertire il processo abbattendo le betulle e utilizzandole per riempire i fossati. Si sperava che ciò avrebbe ripristinato gran parte delle zone umide parzialmente drenate, con corrispondenti benefici ecologici.
In inverno sull'Ånnsjön il ghiaccio si forma rapidamente e la posizione esposta impedisce l'accumulo di neve per qualche tempo. Anche quando il ghiaccio è sottile, la profondità dell'acqua lungo le spiagge è minima, arrivando solo fino alle ginocchia. Di solito l'Ånnsjön sperimenta la migrazione dei lemming ogni quattro anni e molti di questi piccoli roditori vengono catturati dagli uccelli mentre attraversano il ghiaccio. Il lago è ben fornito di salmerini e trote, ma la pesca è consentita solo nelle aree designate e solo se si è in possesso di una licenza.
L'Ånnsjön è un'area Natura 2000 ed è protetta dalla Direttiva Habitat dell'Unione europea e dalla Direttiva Uccelli. Il lago Ånnsjön vanta una ricca avifauna ed è visitato ogni anno da numerosi birdwatcher: è infatti il terzo più grande rifugio per uccelli in Svezia con un'area di circa 90.000 ettari. L'area ospita beccaccini, pernici bianche, la vulnerabile anatra dalla coda lunga, il fagiano di monte, il gallo cedrone, la strolaga dalla gola rossa, la strolaga artica, il gheppio, lo smerlino, l'albanella reale, il falco dalle zampe ruvide, la gru comune, il piviere dorato e il chiurlo.